# POU2F1
El factor de transcripción 1 clase 2 con dominio POU (POU2F1) es una proteína codificada en humanos por el gen POU2F1.

## Interacciones
La proteína POU2F1 ha demostrado ser capaz de interaccionar con:
- SNAPC4[3][4]
- Ku80[5][6]
- Receptor de glucocorticoides[7][8][9]
- Sp1[10][11]
- NPAT[12]
- POU2AF1[4][13][14]
- HCFC1[15][16]
- Proteína de unión a TATA[17]
- RELA[18]
- NCOR2[19]
- EPRS[20]
- Gliceraldehído 3-fosfato deshidrogenasa[12]
- MNAT1[21]
- Receptor X retinoide alfa[7][22]